# Bernarda Ćutuk
Bernarda Ćutuk est une joueuse de volley-ball croate née le 22 décembre 1990 à Zagreb. Elle mesure 1,87 m et joue au poste de centrale. 

## Clubs
| Club           | De        | À         |
| -------------- | --------- | --------- |
| Mladost Zagreb | 2006-2007 | 2010-2011 |
| ŽOK Rijeka     | 2011-2012 | 2011-2012 |
| SC Potsdam     | 2012-2013 | 2014-2015 |
| LJ Volley      | mars 2016 | mai 2016  |
| SK UP Olomouc  | 2016-2017 | …         |

## Palmarès
- Championnat de Croatie
  - Vainqueur : 2012.
- Coupe de Croatie
  - Finaliste : 2009.
- Coupe de République tchèque
  - Vainqueur : 2017.
  - Finaliste : 2018.
- Championnat de République tchèque
  - Finaliste : 2017, 2018.